# Onthophagus pipitzi
Onthophagus pipitzi es una especie de insecto del género Onthophagus, familia Scarabaeidae, orden Coleoptera.

Fue descrita científicamente por Ancey en 1883.